# Yovana Ahumada
Yovana Alejandra Ahumada Palma (Antofagasta, 24 de febrero de 1973) es una política chilena. Desde marzo de 2022, ejerce como diputada por el Distrito 3 de la Región de Antofagasta.

## Biografía
Es hija de Roberto Ahumada Manchot y de Mónica Palma Vergara. Es soltera y madre de cuatro hijas.[cita requerida]
Realizó sus estudios de educación básica en la Escuela D-91, luego en el Colegio Antofagasta y su educación media en el Liceo de Niñas de la misma ciudad. Egresó del Liceo Nobelius, Punta Arenas, en 1990.[cita requerida]
En el ámbito laboral se desempeñó como agente de venta de seguros e intangibles y desde el 2019 en el área de servicios de sanitización y aseo.[cita requerida]
Inició su carrera política siendo parte de “Movimiento de la Gente”. Luego se sumó al Partido de la Gente, movimiento formado por el candidato presidencial Franco Parisi, siendo una de sus vicepresidentas nacionales.
Para las elecciones parlamentarias de 2021 se presentó como candidata a diputada por el Distrito 3 que abarca las comunas de Antofagasta, Calama, María Elena, Mejillones, Ollagüe, San Pedro de Atacama, Sierra Gorda, Taltal, y Tocopilla. Fue electa con 11 892 votos, correspondientes al 6,53% del total de los sufragios emitidos válidamente. Asumió el cargo el 11 de marzo de 2022, siendo la jefa de bancada del PDG.

## Historial electoral

### Elecciones parlamentarias de 2021
- Elecciones parlamentarias de 2021 a Diputado por el distrito 3 (Antofagasta, Calama, María Elena, Mejillones, Ollagüe, San Pedro de Atacama, Sierra Gorda, Taltal y Tocopilla)[6]

| Candidato                     | Pacto                   | Partido  | Votos  | %    | Resultado |
| ----------------------------- | ----------------------- | -------- | ------ | ---- | --------- |
| Catalina Pérez Salinas        | Apruebo Dignidad        | RD       | 13 199 | 7.24 | Diputada  |
| Sebastián Videla Castillo     | Nuevo Pacto Social      | IND-PL   | 12 238 | 6.72 | Diputado  |
| Yovana Ahumada Palma          | Partido de la Gente     | PDG      | 11 850 | 6.50 | Diputada  |
| Jaime Araya Guerrero          | Nuevo Pacto Social      | IND-PPD  | 11 619 | 6.38 | Diputado  |
| César Rojas Toro              | Partido de la Gente     | PDG      | 9332   | 5.12 |           |
| Sacha Razmilic Burgos         | Chile Podemos Más       | EVO      | 9230   | 5.06 |           |
| José Miguel Castro Bascuñán   | Chile Podemos Más       | RN       | 8653   | 4.75 | Diputado  |
| Arturo Molina Henríquez       | Nuevo Pacto Social      | PDC      | 7627   | 4.19 |           |
| Marcela Ruz Andrade           | Frente Social Cristiano | PRCh     | 6730   | 3.69 |           |
| Ledy Osandón Ferrer           | Chile Podemos Más       | IND-RN   | 6251   | 3.43 |           |
| Pablo Iriarte Ramírez         | Apruebo Dignidad        | PCCh     | 5799   | 3.18 |           |
| Nargaret Cristi Cariaga       | Partido de la Gente     | PDG      | 5015   | 2.75 |           |
| María Angélica Ojeda González | Apruebo Dignidad        | PCCh     | 4883   | 2.68 |           |
| Yerko Alexis Cortés Rojas     | Partido de la Gente     | PDG      | 4739   | 2.60 |           |
| Fernando San Román Bascuñán   | Apruebo Dignidad        | IND-FRVS | 4569   | 2.51 |           |
| Vianney Sierralta Aracena     | Apruebo Dignidad        | IND-RD   | 4487   | 2.46 |           |